# Mauritius Kramer

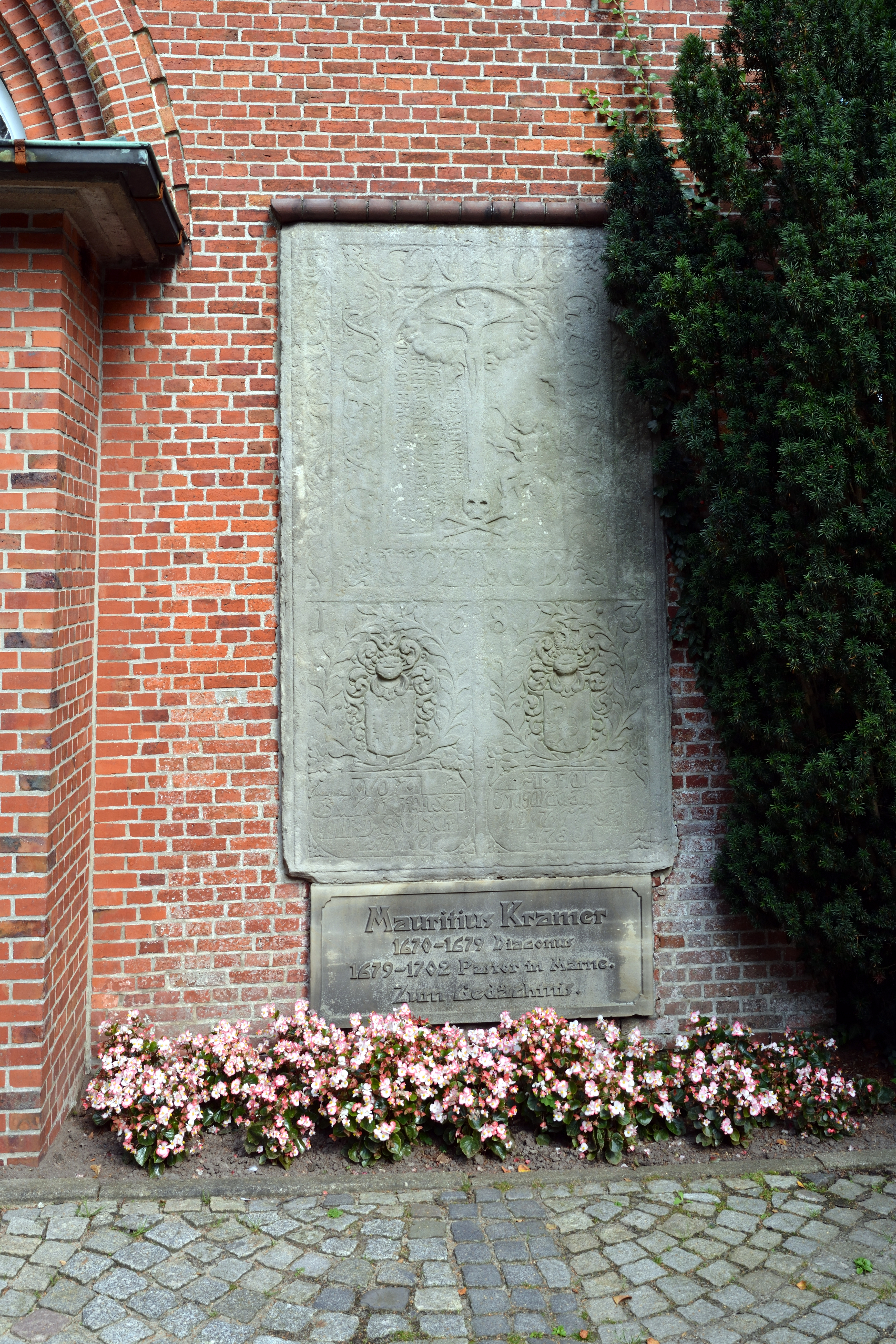
Erinnerung an der Friedhofskapelle in Marne

Moritz Kramer, född 27 februari 1646, död 22 juni 1702, var präst i Ditmarsken och psalmförfattare representerad i danska Psalmebog for Kirke og Hjem.

## Psalmer
- Helligånd, de frommes glæde, diktad 1683